# Канеловская
Кане́ловская — станица в Староминском районе на севере Краснодарского края. Административный центр Канеловского сельского поселения.

## География
Станица расположена на левом берегу Еи, в степной зоне, в 10 км северо-восточнее районного центра — станицы Староминская и в 170 км к северу от г. Краснодара. Железнодорожная платформа Канеловский на линии «Краснодар—Батайск».
Высота над уровнем моря — 7 метров.

## Климат
В климатическом отношении территория станицы Канеловской относится к северо-восточной степной провинции.
Климат носит заметно выраженные черты континентальности, то есть преобладающее влияние суши на температуру воздуха. Преобладают ветры восточных, северо-восточных и юго-западных румбов. Средняя скорость ветра — 3,0 м/с.

Станица Канеловская относится к зоне умеренного увлажнения.
Осадки являются основным климатическим фактором, определяющим величину поверхностного и подземного стоков. Годовое количество осадков по станице Канеловской составляет 500—640 мм. Основное количество осадков выпадает в тёплый период года (60-70 %). Почти ежемесячно наблюдаются грозы со средней продолжительностью до 2,1 часа, максимальной — до 18 часов в сутки, чаще во второй половине суток. Число дней с грозой в году достигает 40, в среднем — 30 дней. Максимальное количество грозовых явлений наблюдается в весенне-летние месяцы (май-июль).

Радиационный режим характеризуется поступлением большого количества солнечного тепла. Годовая суммарная радиация составляет около 90-100 ккал/см2, потеря тепла в виде отражённой радиации составляет 60 ккал/см2. Продолжительность солнечного сияния 1900—2400 часов в год.

## История
Канеловское куренное селение было основано в 1794 году. Название перенесено с куреня Запорожской Сечи, который был назван по местечку Конелой (ныне село Конела в Жашковском районе Черкасской области). В конце XIX — начале XX века на страницах «Энциклопедического словаря Брокгауза и Ефрона» этот населённый пункт был описан следующим образом:
Конеловская — станица Кубанской области, Ейского отдела. Жителей 5262, церковь, школа, торгово-промышленных заведений 13, фабрик и заводов 8, мельниц 11, молотилок паровых 3 и конных 2.
Заселение станицы 

Высочайшей грамотой от 30 июня 1792 г. войску верных казаков Черноморских было пожаловано: «… в вечное владение состоящий в области Таврической, остров Фанагория со всею землею, лежащую по правой стороне реки Кубань, с другой же — Азовское море до Ейского городка служили границей войсковой земли…».
Получив Указ, черноморцы сразу же начали переселение на пожалованные земли. 1-я по времени группа поселений: станицы Старощербиновская, Староминская, Уманская, Канеловская, Кущевская, Шкуринская, Кисляковская, Екатериновская, Старолеушковская, Крыловская, Каневская, Стародеревянковская, Ирклиевская и Батуринская, получив название существовавших в бывшем Запорожском войске куреней, заселены первоначально в 1794 году черноморцами.
С поселением черноморских казаков на Кубани все территория была разделена на пять округов. Канеловский курень вошёл в Ейский округ.
- В Канеловской жила и работала зачинательница стахановского движения в сельском хозяйстве трактористка, ставшая Героем Социалистического Труда, Прасковья Ивановна Ковардак.
- Осенью 1956 года был образован колхоз им. Калинина, сейчас это ОАО Канеловское.
- 31 мая 1972 года решением крайисполкома в Староминском районе был зарегистрирован посёлок Орлово-Кубанский.
- В 1973 году колхозом им. Калинина была передана земля для образования межколхозной откормочной базы крупного рогатого скота, впоследствии МОК Староминский, сейчас это ЗАО «Староминское».

## Население
| 1939 | 2002  | 2010  | 2021  |
| ---- | ----- | ----- | ----- |
| 6141 | ↘4277 | ↗4305 | ↘3842 |

## Экономика

### Сельское хозяйство
- ЗАО «СТАРОМИНСКОЕ», Юридический адрес: ул Ленина, д 39
- ООО «АВАНТАЖ», Юридический адрес: ул Пионерская, д 1
- ЗАО «Лидер», Юридический адрес: ул Ленина, д 37А
- ООО «СЕВЕРЕНА», Юридический адрес: ул Пионерская, д 5
- ООО Эспланада-южная, Юридический адрес: ул Кирова, д 132А
- КФХ ЗАТОНА М. Д.
- КФХ КОЛЕСНИКОВА А. Н.
- КФХ КОСТЕНКО Е. А.
- КФХ «САПКО»

### Финансы
- Отделение Сбербанка — Доп. офис № 5174/028:

Адрес: ул. Ленина 140

### Прочее
- АЗС Роснефть № 178
- Канеловская — отделение почтовой связи — филиал — ФГУП «Почта России», адрес: ул. Ленина, 156
- Аптека № 74 — ООО «Ленмедснаб» — Доктор W

## Социальная сфера
- Средняя общеобразовательная школа № 7, адрес ул. Пионерская, д 39.
- Сельский дом культуры

## Русская православная церковь
- Воскресенская церковь. Построена в 1796 году. Утрачена
- Казанская церковь. Построена в 1914 году. Утрачена. Восстановлена в 2005 году